# Леон Ара, Агустин
Агустин Леон Ара (исп. Agustín León Ara; род. 30 июня 1936, Санта-Крус-де-Тенерифе) — испанский скрипач.
Сын музыкантов, начал учиться в музыкальной школе Санта-Крус-де-Тенерифе у своих родителей. Окончил Королевский колледж музыки в Лондоне, где его учителями были Альберт Саммонс, Сесил Ароновитц и Алан Лавдей, и Брюссельскую консерваторию (1956) у Андре Гертлера и Луи Пуле. В 1957 г. получил Кранихштайнскую премию и четвёртую премию Конкурса скрипачей имени Венявского
В 1961—1990 гг. преподавал в Брюссельской консерватории, с 1970 г. профессор. Одновременно с 1971 г. профессор скрипки на Международных курсах испанской музыки в Сантьяго-де-Компостела. Преподавал также в других испанских учебных заведениях. В 1994 году основал в Валенсии Камерный оркестр имени Хоакина Родриго, в котором все скрипачи были его учениками.
Специалист, прежде всего, по испанской музыке, и особенно по творческому наследию Хоакина Родриго. Среди других записей Леона Ары — сочинения Пабло Сарасате, Хоакина Нина, Эдуардо Тольдры и др.
Леону Ара посвящён Седьмой скрипичный концерт Гражины Бацевич (1965).